# Movistar Open 2012 - Qualificazioni singolare
Le qualificazioni del singolare del Movistar Open 2012 sono state un torneo di tennis preliminare per accedere alla fase finale della manifestazione. I vincitori dell'ultimo turno sono entrati di diritto nel tabellone principale. In caso di ritiro di uno o più giocatori aventi diritto a questi sono subentrati i lucky loser, ossia i giocatori che hanno perso nell'ultimo turno ma che avevano una classifica più alta rispetto agli altri partecipanti che avevano comunque perso nel turno finale.

## Qualificazioni

### Teste di serie
1. Rogério Dutra da Silva (qualificato)
2. Diego Junqueira (qualificato)
3. Rubén Ramírez Hidalgo (qualificato)
4. Alessandro Giannessi (primo turno)

1. Eduardo Schwank (ultimo turno)
2. Facundo Bagnis (primo turno)
3. Gastão Elias (primo turno)
4. Federico Delbonis (qualificato)

### Qualificati
1. Rogério Dutra da Silva
2. Diego Junqueira

1. Rubén Ramírez Hidalgo
2. Federico Delbonis

### Legenda
| - Q = Qualificato - WC = Wild card - LL = Lucky loser | - ALT = Alternate - SE = Special Exempt - PR = Protected Ranking | - w/o = Walkover - r = Ritirato - d = Squalificato |

#### Sezione 1
|  | Primo turno    | Primo turno            | Primo turno    | Primo turno | Primo turno |  |  | Secondo turno  | Secondo turno          | Secondo turno          | Secondo turno | Secondo turno |   |   | Ultimo turno | Ultimo turno           | Ultimo turno           | Ultimo turno | Ultimo turno |  |
|  |                |                        |                |             |             |  |  |                |                        |                        |               |               |   |   |              |                        |                        |              |              |  |
|  | 1              | Rogério Dutra da Silva | 6              | 68          | 6           |  |  |                |                        |                        |               |               |   |   |              |                        |                        |              |              |  |
|  |                | Diego Schwartzman      | 0              | 7           | 4           |  |  | 1              | Rogério Dutra da Silva | Rogério Dutra da Silva | 6             | 6             |   |   |              |                        |                        |              |              |  |
|  |                | Pablo Galdón           | 5              | 6           | 6           |  |  |                | Pablo Galdón           | Pablo Galdón           | 2             | 2             |   |   |              |                        |                        |              |              |  |
|  | WC             | Gonzalo Lama           | 7              | 4           | 4           |  |  |                |                        |                        |               |               |   |   | 1            | Rogério Dutra da Silva | Rogério Dutra da Silva | 6            | 6            |  |
|  | Nicolás Pastor | Nicolás Pastor         | Nicolás Pastor | 2           | 2           |  |  |                |                        |                        | Iván Navarro  | Iván Navarro  | 2 | 4 |              |                        |                        |              |              |  |
|  | Andrés Molteni | Andrés Molteni         | Andrés Molteni | 6           | 6           |  |  | Andrés Molteni | Andrés Molteni         | Andrés Molteni         | 3             | 4             |   |   |              |                        |                        |              |              |  |
|  |                | Iván Navarro           | 6              | 4           | 6           |  |  | Iván Navarro   | Iván Navarro           | Iván Navarro           | 6             | 6             |   |   |              |                        |                        |              |              |  |
|  | 7              | Gastão Elias           | 3              | 6           | 3           |  |  |                |                        |                        |               |               |   |   |              |                        |                        |              |              |  |

#### Sezione 2
|  | Primo turno   | Primo turno        | Primo turno     | Primo turno | Primo turno |  |  | Secondo turno | Secondo turno      | Secondo turno      | Secondo turno   | Secondo turno   |   |    | Ultimo turno | Ultimo turno    | Ultimo turno    | Ultimo turno | Ultimo turno |  |
|  |               |                    |                 |             |             |  |  |               |                    |                    |                 |                 |   |    |              |                 |                 |              |              |  |
|  | 2             | Diego Junqueira    | Diego Junqueira | 7           | 6           |  |  |               |                    |                    |                 |                 |   |    |              |                 |                 |              |              |  |
|  |               | Guido Pella        | Guido Pella     | 65          | 4           |  |  | 2             | Diego Junqueira    | Diego Junqueira    | 6               | 6               |   |    |              |                 |                 |              |              |  |
|  | Federico Gaio | Federico Gaio      | 6               | 4           | 2           |  |  |               | Robert Farah       | Robert Farah       | 4               | 3               |   |    |              |                 |                 |              |              |  |
|  | Robert Farah  | Robert Farah       | 4               | 6           | 6           |  |  |               |                    |                    |                 |                 |   |    | 2            | Diego Junqueira | Diego Junqueira | 6            | 7            |  |
|  | WC            | Matias Sborowitz   | 0               | 7           | 2           |  |  |               |                    | 5                  | Eduardo Schwank | Eduardo Schwank | 4 | 64 |              |                 |                 |              |              |  |
|  |               | Cristóbal Saavedra | 6               | 64          | 6           |  |  |               | Cristóbal Saavedra | Cristóbal Saavedra | 4               | 1               |   |    |              |                 |                 |              |              |  |
|  |               | Guillermo Durán    | Guillermo Durán | 3           | 1           |  |  | 5             | Eduardo Schwank    | Eduardo Schwank    | 6               | 6               |   |    |              |                 |                 |              |              |  |
|  | 5             | Eduardo Schwank    | Eduardo Schwank | 6           | 6           |  |  |               |                    |                    |                 |                 |   |    |              |                 |                 |              |              |  |

#### Sezione 3
|  | Primo turno       | Primo turno           | Primo turno           | Primo turno | Primo turno |  |  | Secondo turno        | Secondo turno         | Secondo turno        | Secondo turno        | Secondo turno        |   |   | Ultimo turno | Ultimo turno          | Ultimo turno          | Ultimo turno | Ultimo turno |  |
|  |                   |                       |                       |             |             |  |  |                      |                       |                      |                      |                      |   |   |              |                       |                       |              |              |  |
|  | 3                 | Rubén Ramírez Hidalgo | Rubén Ramírez Hidalgo | 6           | 6           |  |  |                      |                       |                      |                      |                      |   |   |              |                       |                       |              |              |  |
|  | WC                | Nicolas Gustavo Kauer | Nicolas Gustavo Kauer | 0           | 1           |  |  | 3                    | Rubén Ramírez Hidalgo | 7                    | 3                    | 6                    |   |   |              |                       |                       |              |              |  |
|  | Guido Andreozzi   | Guido Andreozzi       | Guido Andreozzi       | 64          | 2           |  |  |                      | Martín Alund          | 64                   | 6                    | 3                    |   |   |              |                       |                       |              |              |  |
|  | Martín Alund      | Martín Alund          | Martín Alund          | 7           | 6           |  |  |                      |                       |                      |                      |                      |   |   | 3            | Rubén Ramírez Hidalgo | Rubén Ramírez Hidalgo | 6            | 6            |  |
|  | Jorge Aguilar     | Jorge Aguilar         | 6                     | 3           | 5           |  |  |                      |                       |                      | Juan Pablo Brzezicki | Juan Pablo Brzezicki | 4 | 0 |              |                       |                       |              |              |  |
|  | Marco Trungelliti | Marco Trungelliti     | 2                     | 6           | 7           |  |  | Marco Trungelliti    | Marco Trungelliti     | Marco Trungelliti    | 6                    | 1                    |   |   |              |                       |                       |              |              |  |
|  |                   | Juan Pablo Brzezicki  | Juan Pablo Brzezicki  | 6           | 6           |  |  | Juan Pablo Brzezicki | Juan Pablo Brzezicki  | Juan Pablo Brzezicki | 7                    | 6                    |   |   |              |                       |                       |              |              |  |
|  | 6                 | Facundo Bagnis        | Facundo Bagnis        | 1           | 4           |  |  |                      |                       |                      |                      |                      |   |   |              |                       |                       |              |              |  |

#### Sezione 4
|  | Primo turno               | Primo turno               | Primo turno               | Primo turno | Primo turno |  |  | Secondo turno        | Secondo turno        | Secondo turno        | Secondo turno     | Secondo turno     |   |   | Ultimo turno | Ultimo turno     | Ultimo turno     | Ultimo turno | Ultimo turno |  |
|  |                           |                           |                           |             |             |  |  |                      |                      |                      |                   |                   |   |   |              |                  |                  |              |              |  |
|  | 4                         | Alessandro Giannessi      | 6                         | 3           | 62          |  |  |                      |                      |                      |                   |                   |   |   |              |                  |                  |              |              |  |
|  |                           | Guillermo Hormazábal      | 4                         | 6           | 7           |  |  | Guillermo Hormazábal | Guillermo Hormazábal | Guillermo Hormazábal | 65                | 4                 |   |   |              |                  |                  |              |              |  |
|  |                           | Facundo Argüello          | Facundo Argüello          | 6           | 6           |  |  | Facundo Argüello     | Facundo Argüello     | Facundo Argüello     | 7                 | 6                 |   |   |              |                  |                  |              |              |  |
|  | WC                        | Juan Carlos Saez          | Juan Carlos Saez          | 3           | 4           |  |  |                      |                      |                      |                   |                   |   |   |              | Facundo Argüello | Facundo Argüello | 2            | 2            |  |
|  | Juan Sebastián Cabal      | Juan Sebastián Cabal      | Juan Sebastián Cabal      | 7           | 7           |  |  |                      |                      | 8                    | Federico Delbonis | Federico Delbonis | 6 | 6 |              |                  |                  |              |              |  |
|  | Guillermo Rivera-Aránguiz | Guillermo Rivera-Aránguiz | Guillermo Rivera-Aránguiz | 5           | 65          |  |  |                      | Juan Sebastián Cabal | 1                    | 7                 | 63                |   |   |              |                  |                  |              |              |  |
|  |                           | Javier Muñoz              | Javier Muñoz              | 1           | 0           |  |  | 8                    | Federico Delbonis    | 6                    | 65                | 7                 |   |   |              |                  |                  |              |              |  |
|  | 8                         | Federico Delbonis         | Federico Delbonis         | 6           | 6           |  |  |                      |                      |                      |                   |                   |   |   |              |                  |                  |              |              |  |